# ۱۷ساله بودن
۱۷ ساله بودن (فرانسوی: Quand on a 17 ans‎ و انگلیسی: Being 17) فیلمی در ژانر درام به کارگردانی آندره تشینه است که در سال ۲۰۱۶ منتشر شد. از بازیگران آن می‌توان به ساندرین کیبرلین اشاره کرد. این فیلم جهت رقابت برای کسب جایزهٔ خرس طلایی در شصت و ششمین دورهٔ جشنواره بین‌المللی فیلم برلین انتخاب شد.

## بازیگران
- ساندرین کیبرلین
- کیسی موتت کلاین
- Alexis Loret
- کورنتا فیلا